# Victor Laudien
Wilhelm Victor Laudien (* 26. Juni 1866 in Königsberg i. Pr.; † 1. Juni 1945 in Schlawe, Pommern) war ein deutscher Pfarrer.

## Leben
Victor Laudien, viertes Kind des Königsberger Musikdirektors und Kantors an der Altstädtischen Kirche Heinrich Julius Laudien (* 10. Dezember 1829; † 2. Oktober 1893) und dessen Ehefrau Johanna Mathilde Berta Ankermann (* 24. Mai 1834; † 30. August 1898), besuchte in seiner Heimatstadt das Altstädtische Gymnasium, an dem sein Vater Gesangslehrer war. Ab 1892 studierte er an der Albertus-Universität Königsberg Evangelische Theologie.
Nach der Ordination war Victor Laudien ab 1895 Pfarrer in Laugszargen, ab 1905 in Frauenburg, Ermland. Von 1909 bis 1933 war er Pfarrer an der Altstädtischen Kirche, ab 1911 auch Stadtsuperintendent von Königsberg. Musikalisch begabt, veröffentlichte er 1909 eine Biografie über Constanz Berneker mit einem Vorwort von Konrad Burdach. 1934 brachte er das erste und einzige Evangelische Gemeindebuch für Königsberg heraus.
Bedingt durch den Zweiten Weltkrieg mussten Anna und Victor Laudien Königsberg verlassen. Er verstarb 79-jährig am 1. Juni 1945 im pommerschen Schlawe. Seine Ehefrau überlebte ihn nur um acht Tage und starb am 9. Juni 1945 ebenfalls in Schlawe.

## Familie
Victor Laudiens Großvater Theodor Laudien (1801–1859) war von 1827 bis 1835 Pfarrer an der Garnison- und Stadtkirche in Pillau und anschließend Archidiakon an der Altstädtischen Kirche in Königsberg. Sein Sohn Gerhard (1902–1987) war von 1936 bis 1945 Pfarrer in Landsberg (Ostpreußen), 1945 kommissarischer Gemeindepfarrer in Wildau (Provinz Brandenburg). 1946 wurde er zum Vorsteher der Anhaltischen Diakonissenanstalt in Dessau berufen; von 1957 bis 1968 war er Direktor des Diakonischen Werkes der Evangelischen Kirchen in der DDR. Die Enkeltochter Ingrid Laudien (1934–2009) war von 1994 bis 1996 Generalsuperintendentin des Sprengels Berlin der Evangelischen Kirche in Berlin-Brandenburg.
Am 7. Dezember 1894 heiratete Victor Laudien in Königsberg (Preußen) Wilhelmine Leopoldine Anna Lengnick, die am 10. Februar 1873 in Wilkupien geboren wurde und Tochter des Gutsbesitzers Hermann Lengnick war.
Anna und Victor Laudien hatte sieben Kinder: Berta Elise Ella (* 21. September 1895), Bruno Hermann Heinrich (* 28. September 1896; † 10. März 1915), Edith Anna (* 24. November 1897), Charlotte (* 1899, Tag unbekannt), Wilhelm Siegfried (* 1900, Tag unbekannt), Viktor Werner Gerhard (* 22. Juli 1902) und Johannes Wilhelm Victor (* 10. Dezember 1908).

## Schriften
- Richard Wagner und die Religion des Christentums, 1902.
- Constanz Berneker. Mit Bernekers Bildnis und einem Vorwort von Konrad Burdach. Charlottenburg 1909, GoogleBooks
- Evangelisches Gemeindebuch für Königsberg, 1934.